# The Verve EP
The Verve EP ist das erste Extended Play der nordenglischen Band Verve (später umbenannt in The Verve). Es erschien am 1. Dezember 1992 und war die erste albumartige Veröffentlichung der Band. Die EP ist eine Zusammenstellung aus den z. T. editierten A- und B-Seiten der ersten drei Singles der Band, die zunächst nur in Nordamerika veröffentlicht werden sollte. Dennoch steht es mit einer Spieldauer von über 30 Minuten klassischen Albumlängen in nichts nach.

## Beschreibung
Nach den fulminanten Reaktionen auf die ersten drei Singles von Verve im alternativen Bereich - damals nur in begrenztem Umfang verfügbar - sollte mit dieser Zusammenstellung auf die vermehrte Nachfrage reagiert werden. Trotz ihrer Überlänge wurde die The Verve E.P. verkauftstechnisch als Single gewertet – mit „A Man Called Sun“ als Titelsong. Er erschien bereits als B-Seite auf der Debütsingle All In The Mind. So wurde nun auch ein Low-Budget-Video zum Song gedreht, bei dem die Band auf der Ladefläche eines LKWs spielte und um den Times Square in New York, USA gefahren wird. Der Song selbst nimmt mit seinem swingenden Basslauf und den mit Perkussionsbesen gespielten Stakkato-Beats des Schlagzeugs eine Vorreiterrolle im Trip-Hop ein. Dazu haucht Richard Ashcroft mit zarter Stimme seine Träume und Hoffnungen auf Erlösung und Anerkennung ins Mikrofon, während Nick McCabe mit seiner elektronischen Effekt-Gitarre Klänge wie Wassertropfen auf den Song fallen lässt.
Mit Gravity Grave und She’s A Superstar enthält die Kompilation zwei psychedelisch rockige Tracks in gekürzter editierter Form, die im gleichen Jahr bereits als Single-A-Seiten die englischen Indiecharts anführten. Sie sind die zwei typischsten Songs der Band, die dem Genre Shoegaze zuzuordnen sind. Dagegen weisen die verbleibenden Songs kaum Rockelemente auf und schweben in ungreifbar sphärischen Ebenen. Endless Life erschien ein Jahr später auf dem Ambient-Sampler „A Brief History Of Ambient Music: Volume 2 - Imaginary Landscapes“ u. a. mit Brian Eno, Tangerine Dream und David Sylvian.

## Auskopplungen
- All In The Mind (UK: 9. März 1992 - #80)
- She’s A Superstar (UK: 22. Mai 1992 - #66)
- Gravity Grave (UK: 5. Oktober 1992 - #78)

## Trackliste
1. Gravity Grave (04:27)
2. A Man Called Sun (05:45)
3. She’s A Superstar (05:03)
4. Endless Life (05:32)
5. Feel (10:42)